# 狗台乡
狗台乡，是中华人民共和国河北省石家庄市灵寿县下辖的一个乡镇级行政单位。

## 行政区划
狗台乡下辖以下地区：
尹凡同村、张凡同村、武凡同村、苏凡同村、南朱乐村、南狗台村、北狗台村、南堤下村、北堤下村、景上村、王阜安村、南城东村、北城东村、索阜安村、马阜安村、程阜安村、张阜安村、栗阜安村、孙家庄村、盖家庄村、岗北村、东蒲北村和贯庄村。